# ドルベ・トクシン
ドルベ・トクシン（朶児伯朶黒申、生没年不詳）は、モンゴル帝国初期の武将。『元朝秘史』に事績を残す。
1217年にチンギス・カンがトゥメト部討伐を行った際、初めボロクルが出陣したが、深い森に分け入った末に伏兵に分断され、討ち死にした。代わって兵を率いることとなったドルベ・トクシンは、擬兵をもって敵の目を引きつけた上で、鋸や鑿を持った特殊部隊に森を切り開かせ、トゥメト達の宿営地の上に回り込み急襲し、これを打ち破っている。
1218年のホラズム・シャー討伐では、ニザール派の根拠地であるアラムートを攻略している。

## 創作物
井上靖の歴史小説『蒼き狼 (小説)』の中で、登場は短いが印象的な人物として現れる。
トゥメト部討伐の経緯は脚色されており、初め、トゥメト部を懐柔するために交渉の達人であるボロクルが遣わされるが、トゥメトに殺されてしまう。寵臣を殺され激怒したチンギス・カンは、ドルベ・トクシンを遣わすこととした。ドルベ・トクシンは「蒼白な皮膚と赤ちゃけた髪」であり、「敵とみるものは総てみな殺しにするために、この世に生まれてきた」極めて残虐な武将であった。彼は、チンギス・カンの命に従い、トゥメトを「悉く屍」にして帰ってきた。